# اليونانية الدورية
الدُّوريّة كانت واحدة من اللهجات اليونانية القديمة، حيث كانت تُستخدمب صورها المختلفة في جنوبي وشرقي بيلوبونيز وأيضاً في كل من صقلية وإبيروس ومقدونيا وكريت ورودس وفي جنوب إيطاليا، وأيضاً بعض الجزر من بحر إيجة وبعض المدن على شواطئ الأناضول في الجنوب الشرقي. وتشكل مع الشمال الغربي من اليونان «المجموعة الغربية» من اللهجات اليونانية القديمة. في خلال العصر الهلنستي، تحت حُكم اتحاد آخاين، ظهرت الدُّوريّة الآخينية الكوينيه، حيث أخذت خصائص ومميزات كثيرة من اللهجات الدُّوريّة في وقتها، وبسبب ذلك تأخرت الأتيكية اليونانية المعتمدة على الكوينيه من الانتشار إليالبيلوبونيز قبل القرن 2 ق.م.

## روابط خارجية
- اللهجات الدُّوريّة بواسطة منديز دوسونا - تاريخ اليونان القديمة: من البدايات إلي العصور القديمة المتأخرة - 2007 مطبعة جامعة كامبريدج
- الدُّوريّة اليونانية في موسوعة بريتانيكا
- قواعد اللغة اليونانية (الدُّوريّة بواسطة بنجامين فرانكلين فيسك (1844)
- عناصر قواعد اليونانية الدُّوريّة بواسطة تشارلز أنثون،  ريتشارد فالبي (1834)
- نيو بالوي أونلاين[وصلة مكسورة]